# شهرداری زرنوچی
شهرداری زرنوچی (به لاتین: Zrnovci Municipality) یک شهرداری در بخش شرقی مقدونیه شمالی است . شهرداری زرنوچی ۵۵٫۸۲ کیلومتر مربع مساحت و ۳٬۲۶۴ نفر جمعیت دارد.